# Рошци
Рошци су насеље у Србији у општини Чачак у Моравичком округу. Према попису из 2022. било је 247 становника.

## Демографија
У насељу Рошци живи 422 пунолетна становника, а просечна старост становништва износи 48,5 година (47,8 код мушкараца и 49,1 код жена). У насељу има 163 домаћинства, а просечан број чланова по домаћинству је 2,85.
Ово насеље је великим делом насељено Србима (према попису из 2002. године), а у последња три пописа, примећен је пад у броју становника.

## Познати мештани
Михаило П. Чвркић (1879 -1938) председник општине Рошци и биран за посланика Рудничког округа у Уставотворној скупштини, 1918. године био је иницијатор, организатор и вођа акције рушења композиције аустроугарског теретног воза који се враћао из Србије крцат опљачканом робом. За тај подвиг Михаило је одликован Карађорђевом звездом.
Војо Чвркић, министар у влади Милана Стојадиновића, брат Михаила Чвркића.
|  |

| Демографија | Демографија | Демографија |
| Година      | Становника  | Становника  |
| ----------- | ----------- | ----------- |
| 1948.       | 1.452       |             |
| 1953.       | 1.168       |             |
| 1961.       | 1.066       |             |
| 1971.       | 859         |             |
| 1981.       | 687         |             |
| 1991.       | 587         | 583         |
| 2002.       | 489         | 492         |
| 2011.       | 395         |             |

| Етнички састав према попису из 2002.‍ | Етнички састав према попису из 2002.‍ | Етнички састав према попису из 2002.‍ | Етнички састав према попису из 2002.‍ | Етнички састав према попису из 2002.‍ |
| ------------------------------------ | ------------------------------------ | ------------------------------------ | ------------------------------------ | ------------------------------------ |
|                                      |                                      |                                      |                                      |                                      |
| Срби                                 | Срби                                 |                                      | 483                                  | 98,77%                               |
| Југословени                          | Југословени                          |                                      | 5                                    | 1,02%                                |
| Хрвати                               | Хрвати                               |                                      | 1                                    | 0,20%                                |
| непознато                            | непознато                            |                                      | 0                                    | 0,0%                                 |

| Година пописа     | 1948. | 1953. | 1961. | 1971. | 1981. | 1991. | 2002. |
| ----------------- | ----- | ----- | ----- | ----- | ----- | ----- | ----- |
| Број домаћинстава | 255   | 232   | 226   | 201   | 196   | 177   | 163   |

| Број чланова      | 1  | 2  | 3  | 4  | 5  | 6  | 7 | 8 | 9 | 10 и више | Просек |
| ----------------- | -- | -- | -- | -- | -- | -- | - | - | - | --------- | ------ |
| Број домаћинстава | 50 | 45 | 20 | 16 | 12 | 13 | 3 | 1 | 0 | 3         | 2,85   |

| Пол    | Укупно | Неожењен/Неудата | Ожењен/Удата | Удовац/Удовица | Разведен/Разведена | Непознато |
| ------ | ------ | ---------------- | ------------ | -------------- | ------------------ | --------- |
| Мушки  | 210    | 61               | 118          | 24             | 7                  | 0         |
| Женски | 232    | 54               | 124          | 49             | 3                  | 2         |
| УКУПНО | 442    | 115              | 242          | 73             | 10                 | 2         |

| Пол    | Укупно                    | Пољопривреда, лов и шумарство | Рибарство                            | Вађење руде и камена | Прерађивачка индустрија       |
| ------ | ------------------------- | ----------------------------- | ------------------------------------ | -------------------- | ----------------------------- |
| Мушки  | 126                       | 57                            | 0                                    | 1                    | 44                            |
| Женски | 51                        | 28                            | 0                                    | 2                    | 3                             |
| УКУПНО | 177                       | 85                            | 0                                    | 3                    | 47                            |
| Пол    | Производња и снабдевање   | Грађевинарство                | Трговина                             | Хотели и ресторани   | Саобраћај, складиштење и везе |
| Мушки  | 6                         | 6                             | 2                                    | 0                    | 5                             |
| Женски | 1                         | 0                             | 6                                    | 0                    | 1                             |
| УКУПНО | 7                         | 6                             | 8                                    | 0                    | 6                             |
| Пол    | Финансијско посредовање   | Некретнине                    | Државна управа и одбрана             | Образовање           | Здравствени и социјални рад   |
| Мушки  | 0                         | 0                             | 1                                    | 0                    | 1                             |
| Женски | 0                         | 1                             | 0                                    | 3                    | 6                             |
| УКУПНО | 0                         | 1                             | 1                                    | 3                    | 7                             |
| Пол    | Остале услужне активности | Приватна домаћинства          | Екстериторијалне организације и тела | Непознато            | Непознато                     |
| Мушки  | 1                         | 0                             | 0                                    | 2                    | 2                             |
| Женски | 0                         | 0                             | 0                                    | 0                    | 0                             |
| УКУПНО | 1                         | 0                             | 0                                    | 2                    | 2                             |